# Quebrangulo (ort)
Quebrangulo är en ort i Brasilien.   Den ligger i kommunen Quebrangulo och delstaten Alagoas, i den östra delen av landet, 1 400 km nordost om huvudstaden Brasília. Quebrangulo ligger 370 meter över havet och antalet invånare är 6 587.
Terrängen runt Quebrangulo är platt åt sydväst, men åt nordost är den kuperad. Quebrangulo ligger nere i en dal. Runt Quebrangulo är det ganska glesbefolkat, med 43 invånare per kvadratkilometer.. Det finns inga andra samhällen i närheten.
Omgivningarna runt Quebrangulo är huvudsakligen savann.